# World Series 1966
Le World Series 1966 sono state la 63ª edizione della serie di finale della Major League Baseball al meglio delle sette partite tra i campioni della National League (NL) 1966, i Los Angeles Dodgers, e quelli della American League (AL), i Baltimore Orioles. A vincere il loro primo titolo furono gli Orioles per quattro gare a zero.
Queste World Series segnarono la fine della dinastia dei Dodgers e delle loro frequenti apparizioni ai playoff, iniziata nel 1947. Al contrario, gli Orioles iniziarono un periodo di successi che proseguì sino al 1983.
Gli Orioles erano guidati dall'MVP stagionale Frank Robinson, acquisito l'anno precedente dai Cincinnati Reds, che vinse la Tripla corona e che fu anche premiato come MVP delle World Series, in cui batté due fuoricampo in gara 1 mentre in gara 4 segnò l'unico punto della sua squadra. Entrambi i fuoricampo furono su lancio del futuro membro della Hall of Fame Don Drysdale. Malgrado prima della serie la convinzione comune fosse che il loro reparto di lanciatori fosse inferiore a quello dei Dodgers campioni in carica, che poteva contare su Drysdale e Sandy Koufax, questi concessero solamente due punti in tutta la serie, entrambi in gara 1.

## Sommario
Baltimore ha vinto la serie, 4-3.
| Gara | Data      | Risultato                                      | Stadio           | Tempo | Pubblico |
| ---- | --------- | ---------------------------------------------- | ---------------- | ----- | -------- |
| 1    | 5 ottobre | Baltimore Orioles – 5, Los Angeles Dodgers – 2 | Dodger Stadium   | 2:56  | 55.941   |
| 2    | 6 ottobre | Baltimore Orioles – 6, Los Angeles Dodgers – 0 | Dodger Stadium   | 2:26  | 55.947   |
| 3    | 8 ottobre | Los Angeles Dodgers – 0, Baltimore Orioles – 1 | Memorial Stadium | 1:55  | 54.445   |
| 4    | 9 ottobre | Los Angeles Dodgers – 0, Baltimore Orioles – 1 | Memorial Stadium | 1:45  | 54.458   |

## Hall of Famer coinvolti
- Umpire: Nestor Chylak
- Orioles: Luis Aparicio, Jim Palmer, Brooks Robinson, Frank Robinson
- Dodgers: Walter Alston (man.), Don Drysdale, Sandy Koufax